# تشيرفاسكا
كيرڤسكا هي بلدية في مقاطعة كونيو في منطقة بيدمونت الإيطالية ، وتقع على بعد حوالي 80 كيلومترًا (50 ميلًا) جنوب تورين وحوالي 7 كيلومترات (4 ميل) غرب كونيو.
تقع كيرفسكا على حدود البلديات التالية: بيرنيز، كونية، فينجولو، كاراجليو، روكاسبارفيرا

## المدن التوأم - المدن الشقيقة
- Allos, France